# Luciano Garbellano
Luciano Garbellano (Florencia, Italia, 29 de marzo de 1973) es un empresario, productor de cine, teatro y televisión.
Se hizo conocido a raíz del escándalo Spartacus por la involucración en el caso del juez federal Norberto Mario Oyarbide, ocurrido en el local Spartacus, un prostíbulo regentado por Luciano en la década de los 90 en la Ciudad de Buenos Aires..
Realizó varios emprendimientos con Moria Casán, entre ellos la apertura de dos locales gastronómicos en la ciudad de Buenos Aires: Moria Grill y Moria Resto.

## Escándalo Spartacus
En el año 1998 presentó su libro “Spartacus: una historia de Sexo, Poder y Vídeos”, del cual solo se produjo una sola edición.
Durante el año 2011, Luciano Garbellano participó como productor general de su propio largometraje. Fue el actor principal, productor, guionista y director de la película “El Juez”, en la cual denuncia la corrupción en la justicia de un juez federal como Norberto Oyarbide.